# Puertoricaanse tangare
De Puertoricaanse tangare (Nesospingus speculiferus) is een zangvogel uit de familie Nesospingidae. Deze familie werd op grond van onderzoek gepubliceerd in 2013 en 2015 afgesplitst van de Thraupidae (tangaren).

## Verspreiding en leefgebied
Deze soort is endemisch in Puerto Rico.